# José Carlos Bauer
José Carlos Bauer, beter bekend als Bauer (São Paulo, 21 november 1925 – São Paulo, 4 februari 2007) was een Braziliaans voetballer, international en coach.

## Biografie
Bauer speelde voor São Paulo FC en Botafogo FR (uit Rio de Janeiro). Hij won zes keer het Campeonato Paulista, namelijk in 1943, 1945, 1946, 1948 en 1953. Hij vormde er een befaamd middeveldstrio met Rui en Noronha.
Voor het nationale elftal speelde José Carlos Bauer 26 wedstrijden. Hij won met zijn team de Copa América in 1949 en speelde mee in 2 Wereld Cup-finales, in 1950 en 1954.
Na zijn pensioen trainde Bauer het Braziliaanse Ferroviária de Araraquara. Tijdens een trainingskamp in Mozambique in 1960, zag Bauer de jonge Eusébio voetballen. Zeer onder de indruk van zijn kunsten, adviseerde Bauer hem aan bij São Paulo FC en later bij Benfica.
José Carlos Bauer overleed op 4 februari 2007 in São Paulo. Hij werd 81 jaar.